# 迪罗勒
迪罗勒（法語：Dirol，法語發音：[diʁɔl]）是法国涅夫勒省的一个市镇，位于该省北部，属于克拉姆西区。

## 地理
迪罗勒（47°18'59"N, 3°39'14"E）面积9.48 平方千米，位于法国勃艮第-弗朗什-孔泰大區涅夫勒省，该省份为法国中部省份，北至约讷省，西北接卢瓦雷省，西接谢尔省，南至阿列省，东南接索恩-卢瓦尔省，东临科多尔省。
与迪罗勒接壤的市镇（或旧市镇、城区）包括：弗莱-屈济、蒙索勒孔特、维尼奥勒、圣迪迪耶、利镇、沙勒芒、热尔默奈、约讷河畔马里尼、吕阿日。

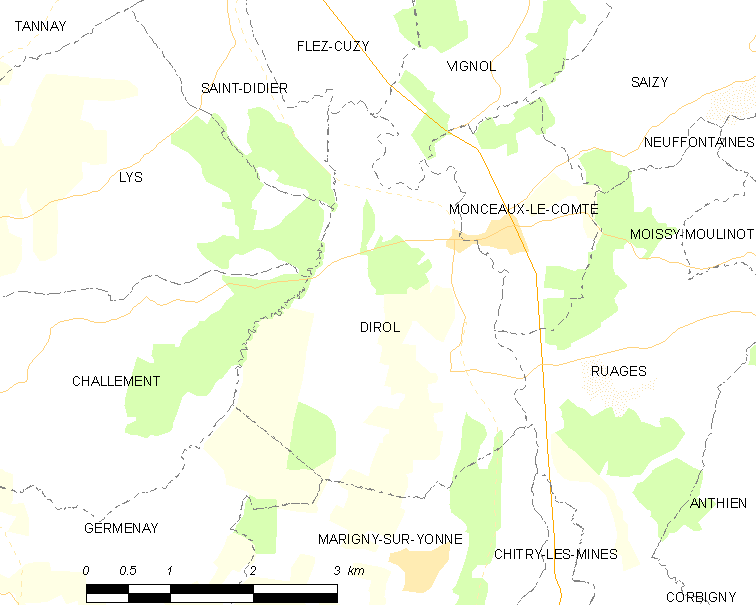
迪罗勒的OSM定位图

迪罗勒的时区为UTC+01:00、UTC+02:00（夏令时）。

## 行政
迪罗勒的邮政编码为58190，INSEE市镇编码为58098。

## 政治
迪罗勒所属的省级选区为克拉姆西县。

## 人口

1962-2008年间迪罗勒人口变化图示

迪罗勒于2022年1月1日时的人口数量为106人。